# Ust'-Kulomskij rajon
L'Ust'-Kulomskij rajon (in russo Усть-Куломский район?; in lingua komi: Кулöмдін район) è un rajon (distretto) della Repubblica dei Komi, nella Russia settentrionale. Il capoluogo è il villaggio di Ust'-Kulom.